# 宇治線

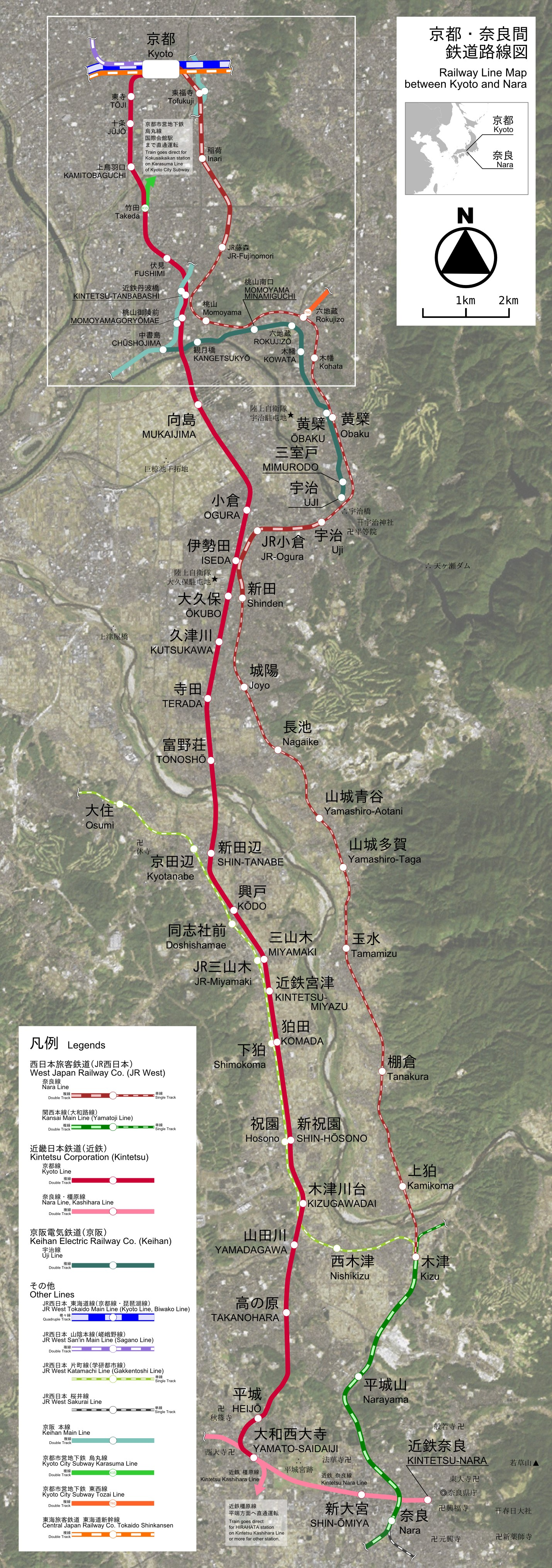
京都·奈良間鐵道路線圖
(→SVG版)

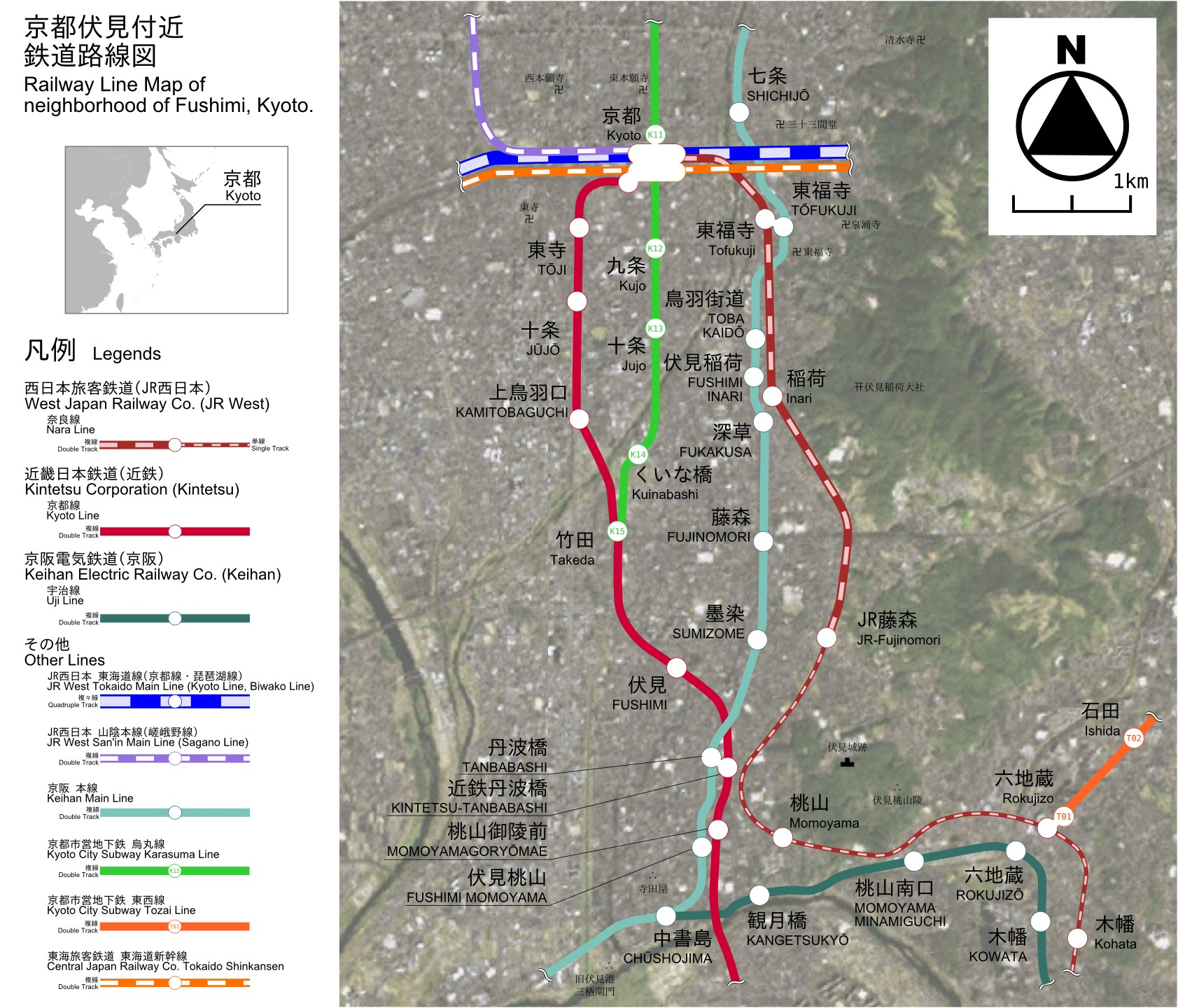
京都伏見附近拡大圖

宇治線（日语：／ Uji sen */?）是自日本京都府京都市伏見區的中書島站至京都府宇治市的宇治站的京阪電氣鐵道的鐵道路線。

## 路線資料
- 路線距離（營業距離）：7.6公里
- 軌距：1435毫米
- 站數：8個（包括起終點站）
- 複線路段：全線
- 電氣化路段：全線電氣化（直流1500V）
- 閉塞方式：自動閉塞式
  - 閉塞信號機 22處
- 保安裝置：K-ATS
- 平交道數：19處（全部都是第1種甲），當中車輛可通行的17處設有平交道障礙物檢測裝置（日语：踏切障害物検知装置）。
- 最高速度：100公里/小時[1]
- 最急曲線：半徑200公尺（觀月橋站－桃山南口站間、木幡站－黃檗站間）
- 最大坡度：30‰（黃檗站－三室戶站間）

## 運行形態
按照現行時刻表，宇治線內有4車輛編成的普通列車在線內進行往返運行。全線在高峰時間每隔5 - 8分運行一班列車，白天每隔10分運行一班列車。
在過去，宇治線內有眾多列車直通運行至京阪本線三條。2000年7月1日時刻表修改后，這種列車大多被廢止。至2003年9月5日，在工作日午前，只有兩班列車直通運行至三條。全線在高峰時期每隔5 - 8分運行一班列車，白天則間隔15分運行一班列車。然而在當年9月6日修改時刻表之後，廢除了開往三條的直通運行列車。過去宇治線內有5輛編成和4輛編成兩種列車行駛，修改時刻表后宇治線內暫時停止使用5輛編成的列車。2006年4月16日修改時刻表后，在週六及休息日的深夜，曾恢復5輛編成列車的使用。2009年9月12日修改時刻表之後，工作日、週六及休息日均為全天4輛編成。
1989年9月26日之前，宇治線內也有直通運行至三條的急行列車。由於這種列車是5輛編成，在傍晚高峰期間于京阪本線內運行時會提高京阪本線的混雑率。隨著京阪本線早晨的急行列車實施10分間隔化，這種列車被廢除。另外這種列車在宇治線內為各站停車。
在1960年代，于行樂季節時期，設定有開自大阪的6輛編成臨時列車。然而在1995年6月17日，因宇治車站搬遷導致線路的有效長度縮短，之後6輛編成的列車無法進入宇治線。另外在1998年至1999年，于行樂季節時期，有開自大阪的直通臨時快速列車「宇治快速」運行。
另外，在1947年4月1日至1968年12月20日，宇治線在丹波橋車站和京阪及奈良電氣鐵道（奈良電。1963年10月1日之後改為近鐵京都線）接續，并實施相互直通運行，宇治線的部份停車曾行駛至奈良電（近鐵京都線）京都車站。

## 歷史
1907年（明治40年）1月，宇治川電氣軌道獲得許可鋪設宇治線。因沿線有醍醐寺、黄檗山万福寺、三室戶寺、平等院等名刹，宇治川電氣軌道在1910年11月將鋪設宇治線的許可轉讓給京阪電氣鐵道，并計劃在企業業績安定後開工。然而，這條路線的許可軌距是1067mm，架線也和無軌電車一樣都是複線式，加上宇治車站的位置位於國鐵宇治車站的北側，經過了多次變更采獲得許可。
1912年7月30日，明治天皇駕崩，御陵設在「伏見桃山」。「大喪之儀」在9月13日至15日期間舉行，9月18日至10月15日期間允許一班參拜。桃山一帶因此極為混雑。宮內省將參拜期間延長至11月3日，期間參拜者達到400萬人。翌年7月30日預定將舉行明治天皇御1年祭，為確保參拜者的交通輸送，決定提前建設宇治線。在開工之後經過四個月的趕工，宇治線宣告開通。
開業後之後，因1917年「大正大洪水」、1934年9月室戶台風、翌年6月及8月的「鴨川水害」、1953年9月颱風13號、1959年8月13日豪雨、1961年9月第2室戶颱風、1965年9月台風24號等洪水影響，位於宇治川和山科川之間的中書島車站 - 木幡車站間被水淹沒，成為水害多發地帶。1960年代開始，隨著天瀨水庫的建設以及強化宇治川、山科川的堤防、設置排水泵場等措施，水害對策得到加強。

### 年表
- 1910年（明治43年）11月22日：京阪電氣鐵道以8000日元自宇治川電氣軌道購得修建宇治線的許可。
- 1912年（大正元年）9月：開始收購用地。
- 1913年（大正2年）
  - 1月19日：獲得宇治線的開工許可。
  - 6月1日：中書島車站 - 宇治車站區間開業。
- 1914年（大正3年）9月13日：開始貨運業務[4]。
- 1917年（大正6年）
  - 2月1日：三室戶車站開業。
  - 9月26日 - 10月1日：因「大正大洪水」導致宇治川、山科川潰堤，中書島車站 - 六地藏車站區間浸水。
- 1918年（大正7年）6月5日：暫時關閉三室戶車站。
- 1921年（大正10年）：在這一年恢復三室戶車站。
- 1926年（大正15年）：黄檗山車站改稱黄檗車站。
- 1929年（昭和4年）5月31日：觀月橋附近的併用軌道0.110km實現專用軌道化[5]。
- 1934年（昭和9年）9月21日：室戶颱風来襲，因停電和浸水導致全線不通。同月27日恢復運行。
- 1935年（昭和10年）
  - 6月29日：山科川氾濫使得線路浸水，全線不通。7月1日恢復運行。
  - 8月11日：宇治川氾濫使得線路浸水，全線不通。8月13日恢復運行。
- 1943年（昭和18年）
  - 10月1日：因公司合併，宇治線變為京阪神急行電鐵（阪急電鐵）的路線。
  - 11月1日：廢除三室戶車站。
- 1945年（昭和20年）
  - 9月15日：暫停觀月橋車站、御陵前車站的業務。
  - 11月8日：觀月橋車站恢復營業。
- 1946年（昭和21年）2月15日：御陵前車站恢復營業。
- 1947年（昭和22年）4月1日：三室戶車站恢復營業。
- 1949年（昭和24年）
  - 7月29日：因豪雨使得觀賞月橋車站 - 御陵前車站區間浸水，全線不通[6]。
  - 11月25日：御陵前車站改名為桃山南口車站。
  - 12月1日：隨著公司分離，改為京阪電氣鐵道宇治線。
- 1953年（昭和28年）9月25日：因颱風13號影響，桃山南口車站 - 六地藏車站區間浸水，10月1日恢復運行[7]。
- 1957年（昭和32年）
  - 2月21日：新設六地藏變電所（水銀整流器1500kW）。
  - 4月21日：開始使用3輛編成列車[8]
- 1959年（昭和34年）8月13日：因前線性豪雨導致山科川潰堤，六地藏車站、木幡車站及其附近地區浸水[9]。
- 1961年（昭和36年）9月16日：因第2室戶颱風導致自16時30分起全線停止運行。17日午後9時開始恢復運行[10]。
- 1965年（昭和40年）
  - 4月21日：修改時刻表。在晨間高峰時期新設宇治發車，開往三條的急行列車。
  - 9月17日：因颱風24號導致六地藏車站、木幡車站附近浸水[11]。
- 1966年（昭和41年）3月20日：加高山科川堤防，並且重新修建了宇治線在河上的橋樑。遷移了六地藏車站附近的線路，六地藏車站也搬遷至堤防上[12]。
- 1967年（昭和42年）
  - 10月1日：開始在週日和節假日，于淀屋橋-宇治區間運行5連的直通急行列車[13]。
  - 12月11日：全列車實行4輛編成化[14]。
- 1968年（昭和43年）
  - 1月29日：開始使用ATS[15]。
  - 12月20日：修改時刻表。傍晚混雑時段新設三條發車，開往宇治的急行列車[16]。
- 1978年（昭和53年）3月10日：在法律上，全線由基於軌道法的軌道改為基於地方鐵道法的鐵道。
- 1980年（昭和55年）3月23日：修改時刻表。導入週六時刻表，并廢止晨間高峰時段開往三條的急行列車。
- 1982年（昭和57年）：至3月末為止，所有車站設置盲道。
- 1983年（昭和58年）12月4日：架線電壓由600V升至1500V。
- 1989年（平成元年）9月27日：修改時刻表。廢除傍晚高峰時段三條發車開往宇治的急行。
- 1995年（平成7年）6月17日：宇治車站搬遷，線路長度因此縮短0.2km。也因此修改了部份車站區間的票價[17]。
- 1997年（平成9年）
  - 7月11日：重新鋪設大戰川橋樑（三室戶車站 - 黄檗車站區間）中書島行線。
  - 7月25日：重新鋪設大戰川橋樑宇治行線。
- 2000年（平成12年）7月1日：工作日早晨開往三條車站的直通列車縮減為兩班。
- 2003年（平成15年）9月6日：廢止直通至三條車站的直通列車。
- 2004年（平成16年）8月1日：開始使用PiTaPa。
- 2010年（平成22年）9月1日：在六地藏車站設置對應輪椅的電梯以及多目的衛生間。宇治線全部車站實現無障礙化。
- 2011年（平成23年）5月2日：除六地藏車站和宇治車站之外，線內各車站在早晨及深夜時間均不再配置站員。

## 車站列表
- 車站編號自2014年4月1日起引入[18]。
- 所有車站都位於京都府。
- 只限普通列車運行，所有列車停靠所有車站。

| 車站編號 | 中文站名 | 日文站名 | 英文站名 | 站間距離 | 營業距離 | 接續路線                                               | 所在地        |
| -------- | -------- | -------- | -------- | -------- | -------- | ------------------------------------------------------ | ------------- |
| KH28     | 中書島   |          |          | -        | 0.0      | 京阪電氣鐵道： 京阪本線                                | 京都市 伏見區 |
| KH71     | 觀月橋   |          |          | 0.7      | 0.7      |                                                        | 京都市 伏見區 |
| KH72     | 桃山南口 |          |          | 1.6      | 2.3      |                                                        | 京都市 伏見區 |
| KH73     | 六地藏   |          |          | 0.8      | 3.1      | 京都市營地下鐵： 東西線（T01） 西日本旅客鐵道： 奈良線 | 京都市 伏見區 |
| KH74     | 木幡     |          |          | 0.8      | 3.9      |                                                        | 宇治市        |
| KH75     | 黃檗     |          |          | 1.5      | 5.4      | 西日本旅客鐵道： 奈良線                                | 宇治市        |
| KH76     | 三室戶   |          |          | 1.8      | 7.2      |                                                        | 宇治市        |
| KH77     | 宇治     |          |          | 0.4      | 7.6      |                                                        | 宇治市        |

在六地藏車站和黄檗車站，並不廣播可轉乘。另外在路線圖上（只限黄檗車站）也並未將這兩個車站正式標為換乘車站。
在中書島車站，爲了防止誤乘京阪本線（在同一月台的另一側是京阪本線下行用的月台），宇治線月台的發車廣播并不是「3號月台，各站停車的列車車門即將關閉」，而是「3番月台，前往宇治的列車車門即將關閉」（枚方市車站的發車廣播也會區分京阪本線和交野線，此外京橋車站和天滿橋車站也有採取類似措施）。另外，以上的廣播內容是在2007年6月16日之後開始使用的。2007年6月15日之前是「3號月台，前往宇治的列車即將發車」。

### 無障礙對策
宇治線的所有車站均設有盲人用盲文票價表和誘導用的黄色盲道，也設有對應輪椅的電梯（宇治車站、六地藏車站、中書島車站）以及坡道（觀月橋車站、桃山南口車站、木幡車站、黄檗車站、三室戶車站）。在洗手間也設有手扶欄杆和輪椅對應設施，並且有設有紙尿褲交換台的多目的洗手間。宇治車站配置有AED。